# Конвей (Вашингтон)
Конвей (англ. Conway) — переписна місцевість (CDP) в США, в окрузі Скеджіт штату Вашингтон. Населення — 87 осіб (2020).

## Географія
Конвей розташований за координатами 48°20′8″ пн. ш. 122°20′40″ зх. д. / 48.33556° пн. ш. 122.34444° зх. д. (48.335682, -122.344432).  За даними Бюро перепису населення США в 2010 році переписна місцевість мала площу 0,59 км², уся площа — суходіл.

## Демографія
Згідно з переписом 2010 року, у переписній місцевості мешкала 91 особа в 29 домогосподарствах у складі 23 родин. Густота населення становила 154 особи/км².  Було 31 помешкання (52/км²).
Расовий склад населення:
| - 83,5 % — білих - 1,1 % — азіатів - 14,3 % — осіб інших рас |

До двох чи більше рас належало 1,1 %. Частка іспаномовних становила 18,7 % від усіх жителів.
За віковим діапазоном населення розподілялося таким чином: 28,6 % — особи молодші 18 років, 67,0 % — особи у віці 18—64 років, 4,4 % — особи у віці 65 років та старші. Медіана віку мешканця становила 28,5 року. На 100 осіб жіночої статі у переписній місцевості припадало 93,6 чоловіків;  на 100 жінок у віці від 18 років та старших — 85,7 чоловіків також старших 18 років.

Цивільне працевлаштоване населення становило 0 осіб. 